# Кормило (уред)
Кормилото е устройство за управление на автомобил или друго превозно средство.
Използва се за управление на повечето съвременни сухопътни превозни средства, включително всички масови автомобили, леки и тежки камиони, както и при плавателните съдове.